# Company of Heroes
 Company of Heroes  (сокращённо CoH) — компьютерная игра, стратегия в реальном времени (RTS), разработанная Relic Entertainment для PC-совместимых компьютеров под управлением Windows. Была анонсирована 25 апреля 2005 года, а релиз состоялся 12 сентября 2006 года. CoH была первым проектом, использующим лейбл Games for Windows.
24 сентября 2007 года вышло первое дополнение Company of Heroes: Opposing Fronts.
9 апреля 2009 года вышло второе дополнение Company of Heroes: Tales of Valor.
iPad-версия игры была разработана и выпущена компанией Feral Interactive в феврале 2020 года.

## Игровой процесс
По игровому процессу игра напоминает предыдущее творение Relic Entertainment — серию Warhammer 40,000: Dawn of War. Игрок командует отрядами бойцов, а не отдельными единицами (исключение составляет техника и уникальные боевые единицы), во главу угла поставлена борьба за ресурсы. Каждая сторона в игре разделена на три уникальных направления — пехотное, десантное и танковое у американцев и оборонительное, наступательное и пропагандистское у немцев, продвижение в которых даёт доступ к новым боевым единицам и атакам (например, налёт штурмовиков).
Подобно Warhammer 40,000: Dawn of War, в игре присутствует система «раздачи» оружия. Это означает, что игрок может решить, каким оружием оснащать свой взвод пехоты или инженеров. Отличием является то, что, во-первых, взводы после гибели могут оставлять оружие, а во-вторых, взводы, в которых ещё присутствуют бойцы без спецоружия, могут подбирать его. Это относится даже к оружию стационарного типа, такому как противотанковые орудия, станковые пулемёты и миномёты.
Другим важным отличием является то, что отряды (включая технику) в игре теперь имеют три уровня опыта. Каждый уровень повышает скорострельность, повреждение, скорость, здоровье, броню или дальность обзора боевой единицы, в зависимости от её типа. Новые возможности у боевых единиц не появляются (исключение — кавалеры рыцарского креста у вермахта).
Изменены также условия пополнения войск — отряды могут пополняться лишь около бараков, полевых бараков или грузовика поддержки (исключение — десантники у сил США).
Одно из наиболее существенных нововведений заключается в изменении контроля над пехотой. У каждого пехотного взвода есть параметр здоровья (health) и морали (suppression), подобно Warhammer 40,000: Dawn of War, но в CoH был добавлен ещё один элемент — укрытие. Во время боя или перемещения по вражеской/нейтральной территории бойцы теперь стараются встать так, чтобы они лучше всего были защищены от неприятеля — за стеной, стогом сена или тем, что осталось от свежеподбитого танка. При передвижении солдаты отряда стараются прижиматься к стенам, рассредотачиваться, использовать окопы и траншеи для прикрытия. Это означает, с одной стороны, что теперь бойцы смогут лучше справиться с неприятелем даже без прямого контроля игрока, а с другой стороны, отнимает некоторую свободу у игрока (легко, впрочем, восстанавливаемую в опциях геймплея). Укрытие для своих бойцов игрок может создавать и сам — в основном с помощью инженерных войск. В распоряжении игрока — мешки с песком, противотанковые ежи, колючая проволока, бункеры и мины наряду с уже расположенными на карте заборами, зданиями и полосами плотного кустарника.
Боевой дух пехоты также сильно влияет на ход боя. Взвод, попавший под пулемётный, артиллерийский или миномётный огонь, автоматически припадает к земле, у него снижается скорость стрельбы и передвижения. Если игрок не принимает меры, то взвод вообще перестаёт откликаться на приказы и стрелять, переходя в режим pinned down, буквально «прижат к земле».
Кроме одиночной кампании, игра позволяет проводить многопользовательские матчи по локальной сети или Интернет с количеством игроков от 2 до 8. Для Company of Heroes Relic Entertainment запустила новую online-систему для игры по Интернет, названную Relic Online. Предыдущие игры от Relic использовали сервисы GameSpy Arcade или World Opponent Network. Эта система имеет многие возможности, которых не было в предшествующих системах, включая встроенную ранговую систему.

### Ресурсы
В Company of Heroes имеется три вида ресурсов: вооружение, топливо и личный состав. Личный состав используется для строительства зданий, найма новых боевых единиц, как пехотных, так и бронетехники; топливо, в свою очередь, для постройки зданий и бронетехники; а вооружение — для обеспечения отрядов дополнительным оружием, например, гранатомётом, для артиллерийских и авиаударов или для того, чтобы техника получила новые возможности. Пополнение ресурсов осуществляется с помощью контрольных точек. Это означает, что игрока вынуждают «выйти» из базы, контролировать как можно больше территории. Все виды ресурсов имеют ограничение на максимальное количество. Приток ресурсов с точки можно увеличить с помощью наблюдательного пункта, который, помимо этого, увеличивает радиус обзора с точки.

## Сюжет

### Одиночная кампания
Однопользовательская кампания вводит игрока в некоторые из крупных американских операций во время битвы за Нормандию.

#### День «Д»
Игра начинается с нападения роты «Эйбл» на Омаха-Бич во время высадки в Нормандии (День «Д»), операции «Оверлорд». Рота «Эйбл» должна сначала прорвать Атлантическую стену, затем вывести из строя немецкие бункеры с видом на пляж и, наконец, отключить три 88-мм зенитных орудия, обстреливающих пляж. В игре также представлены два главных героя игры: капитан Джон МакКей и сержант Джо Конти.

#### Битва при Карентане
Следующие три миссии посвящены роте «Фокс» и их действиям во время захвата и обороны Карентана. В ночь перед Днём «Д» рота «Фокс» должна сначала перегруппироваться после хаотичных и суматошных высадок на перекрестке дорог близ Вьервиля, затем сорвать вражеские операции в тыловых районах, открыв новые зоны высадки, помешать немцам укрепить пляжи, обеспечив дорожное соединение, и уничтожить конвой из 91-го батальона гренадеров.
После Дня «Д», роте «Фокс» затем поручено захватить город Карентан, чтобы обеспечить связь между Юта-Бич и Омаха-Бич и защитить его от ожидаемой немецкой контратаки. Хотя она постоянно бомбардируется артиллерией и находится в осаде 6-го десантного полка Вермахта и элементов 17-й моторизованной дивизии СС «Гёц фон Берлихинген», рота «Фокс» в конечном итоге успешно отражает контратаку, когда рота «Эйбл» с частями 2-й танковой дивизии прибывает в город.

#### Битва при Шербуре
Роты «Эйбл» и «Дог» формируют острие наступления союзников для защиты портового города Шербур. На пути к Шербуру союзные маршруты снабжения находятся под угрозой со стороны элементов танковой дивизии «Леер», которой командует гауптман Джозеф Гюнтер Шульц, и рота «Дог» попадает в засаду. Рота «Эйбл» оттесняет немцев назад и защищает маршрут снабжения для «Редболл Экспресса», чтобы пройти через него, но зарабатывает вражду Шульца и танковой дивизии «Леер» на оставшуюся часть кампании.
Защитив фланги, союзники продолжают наступление на Шербур. Ротам «Эйбл» и «Дог», поддерживаемым 4-й кавалерийской группой и крейсером «Техас», поручено захватить портовые объекты. Несмотря на то, что рота «Эйбл» успешно побеждает немецких защитников и захватывает тысячи пленных, порт сильно поврежден и оказывается непригоден для использования союзниками.
Несмотря на пустую победу, союзникам удалось найти плюсы в захвате города-порта: рота «Эйбл» находит в бункере секретные немецкие документы, в которых описаны схематические чертежи баллистической ракеты Фау-2, которую запускают со строящейся полуподземной ракетной базы в долине к югу от Соттеваста. Учитывая невозможность массированной бомбардировки базы из-за мощной системы ПВО, рота «Фокс» вызывается для проведения ночной десантной операции по уничтожению вражеского объекта, в то время как элементы роты «Эйбл» спешат на пусковую установку с броневой поддержкой. Пусковой комплекс разрушен, но рота «Фокс» серьезно истощена.

#### Операция «Кобра»
Американские войска начинают приближаться к городу Сен-Ло, и с севера начинает приближаться рота «Эйбл». Немецкие защитники в Сент-Фромонд надеются остановить наступление роты «Эйбл» путём взрыва единственного моста, ведущего в город, но даже это не помогает: рота «Эйбл» чинит мост под огнём с другой стороны реки, и прогоняет немцев из города. Немецкие защитники перегруппировываются и организуют несколько контратак при поддержке «Небельверферов», но все атаки против роты «Эйбл» отбрасываются с большими потерями.
Танковая рота «Леер» давит роту «Чарли», пытавшуюся защитить Высоту 192 на окраине Сен-Ло. Рота «Эйбл» назначена занять холм. Живые изгороди вокруг холма и скрытые 88-мм зенитные батареи обеспечивают грозную оборонительную позицию против союзников, но рота «Эйбл» прорывается, используя оборудованные бульдозерными ножами танки «Шерман-Крокодил», чтобы прорываться через живые изгороди и фланги немцев.
Немецкие защитники в Сен-Ло решили продержаться против американских сил, сильно укрепив центр города, но рота «Эйбл» планирует окружить и заманить немецких защитников в центр города, а не идти в лобовое нападение. Хотя операция прошла успешно, некоторым немецким подразделениям, включая танковую дивизию «Леер», удалось избежать уничтожения. Рота «Эйбл» вызывает восьмой отряд ВВС США в ответ и спасающиеся бегством немецкие подразделения сильно страдают из-за ковровых бомбардировок.
Сильно уменьшившуюся, и под постоянные воздушные атаки, разбитую танковую дивизию «Леер» преследуют американские войска, роте «Эйбл» перехватывает то, что осталось от дивизии в Гебекревоне. Рейд проводится с быстро движущимися истребителями танков M10 против позиций дивизии «Леер», и почти вся её броня, включая последние семь выживших танков «Пантера», полностью уничтожена. Однако в ходе миссии капитан МакКей был убит Тигром I под личным командованием Шульца.
Операция «Люттих»
Смерть МакКея ставит нового лейтенанта Конти во главе роты, которая была снята с линии и переведена на смену роте «Дог» на Высоте 317 возле Мортена. К сожалению, передышка коротка, так как Мортен становится целью новой немецкой контратаки. Удивленная и превзойдённая численностью врага, рота «Эйбл» вынуждена удерживать холм до утра, пока не прибудет подкрепление.
На рассвете, рота «Дог» прибывает с броневой поддержкой и рота «Эйбл» окапывается и укрепляет свои позиции. Немецкие войска возобновляют контратаку в силе после того, как их внезапная ночная атака не смогла взять холм, но все попытки отбиты. Рота «Эйбл» успешно заставляет немцев отступать после нанесения тяжелых потерь, в том числе уничтожения 88-мм зенитных батарей.
Фалезский мешок
Последний раздел одиночной кампании посвящен уничтожению немецких войск в регионе Фалез. Потерпев ряд поражений, немецкая Седьмая армия вынуждена отступить, чтобы избежать окружения. Союзные войска спешат поймать немцев, прежде чем они смогут убежать. Роте «Бейкер» поручено перекрыть один из путей эвакуации в Отри, но танковая группа Шульца, избежавшая уничтожения танковой дивизии «Леер», уничтожает их. Рота «Эйбл» бросается на место происшествия с танком M26 «Першинг» и в ответ уничтожает всю танковую группу Шульца, включая и его самого на Тигре-асе, мстя за капитана МакКея.
Шамбуа становится последней надеждой седьмой армии на побег из Фалезского мешка. Под прикрытием авиации, канадские, польские и американские войска во главе с ротой «Эйбл» захватывают все мосты вокруг Шамбуа и полностью блокируют Фалезский мешок. Немецкая Седьмая армия пытается вырваться на свободу, но союзная авиация выкашивает врага мощной бомбардировкой и те сдаются.
Кампания заканчивается подписью, что к концу Второй Мировой Войны рота «Эйбл» понесла 80% потерь.

## Дополнения
- Company of Heroes: Opposing Fronts

В сентябре 2007 года вышло дополнение под названием «Opposing Fronts», не требующее оригинальной игры. Кроме некоторых улучшений движка, включая смену дня и ночи, а также погоду, дополнение добавляет две новые кампании и две новые фракции в игру. Одна из кампаний, во время которой игрок принимает роль полководца 2-й британской армии, мастера тактических возможностей, описывает освобождение Кана. Вторая кампания описывает успешную попытку немецкой танковой элиты (вторая новая фракция, богатая вооружением и техникой) отразить десант противника во время Операции «Маркет Гарден».
- Company of Heroes: Tales of Valor

В апреле 2009 года вышло второе дополнение под названием «Tales of Valor», не требующее оригинальной игры. Дополнение добавляет 3 новые кампании (за США, Вермахт и танковую гвардию), а также 8 новых единиц (по 2 для каждой стороны).

## Отзывы
| Сводный рейтинг | Сводный рейтинг |
| Агрегатор       | Оценка          |
| --------------- | --------------- |
| GameRankings    | 93,93 %         |

## Сиквел
- Company of Heroes 2

7 мая 2012 года на официальном сайте игры была анонсирована вторая часть «Company of Heroes 2». Игра вышла в свет 25 июня 2013 года. Она посвящена событиям на Восточном фронте в период с 1941 по 1945 годы. Главной действующей стороной на этот раз является Красная Армия, чьи войска игрок возглавляет в самые решающие моменты Великой Отечественной войны.

## Экранизация
В 2013 году по мотивам видеоигры был снят фильм под названием «Отряд героев». В главных ролях снялись Винни Джонс, Том Сайзмор, и Нил Макдонаф. Несмотря на то что фильм является экранизацией, у него очень мало общего с игрой. Если оригинальная стратегия рассказывает о масштабных сражениях на Западном фронте, начиная от высадки союзников в Нормандии и заканчивая Фалезской операцией, то сюжет картины крутится вокруг небольшой группы американских солдат, которые во время отражения атаки немецких войск под Арденнами находят секретный немецкий полигон и узнают, что гитлеровские ученые разрабатывают мощное оружие, способное изменить ход Второй мировой войны. Чтобы не позволить противнику завершить разработку, пехотинцы, не жалея жизни, отправляются на штурм секретной фабрики.
Фильм получил довольно низкие оценки от профильной прессы. Критиковался клишированный и посредственный сценарий, а также слабая актерская игра и общая бюджетность постановки. Фильм не получил широкого проката и был выпущен прямиком на видео.